# Оксифильная клетка паращитовидной железы

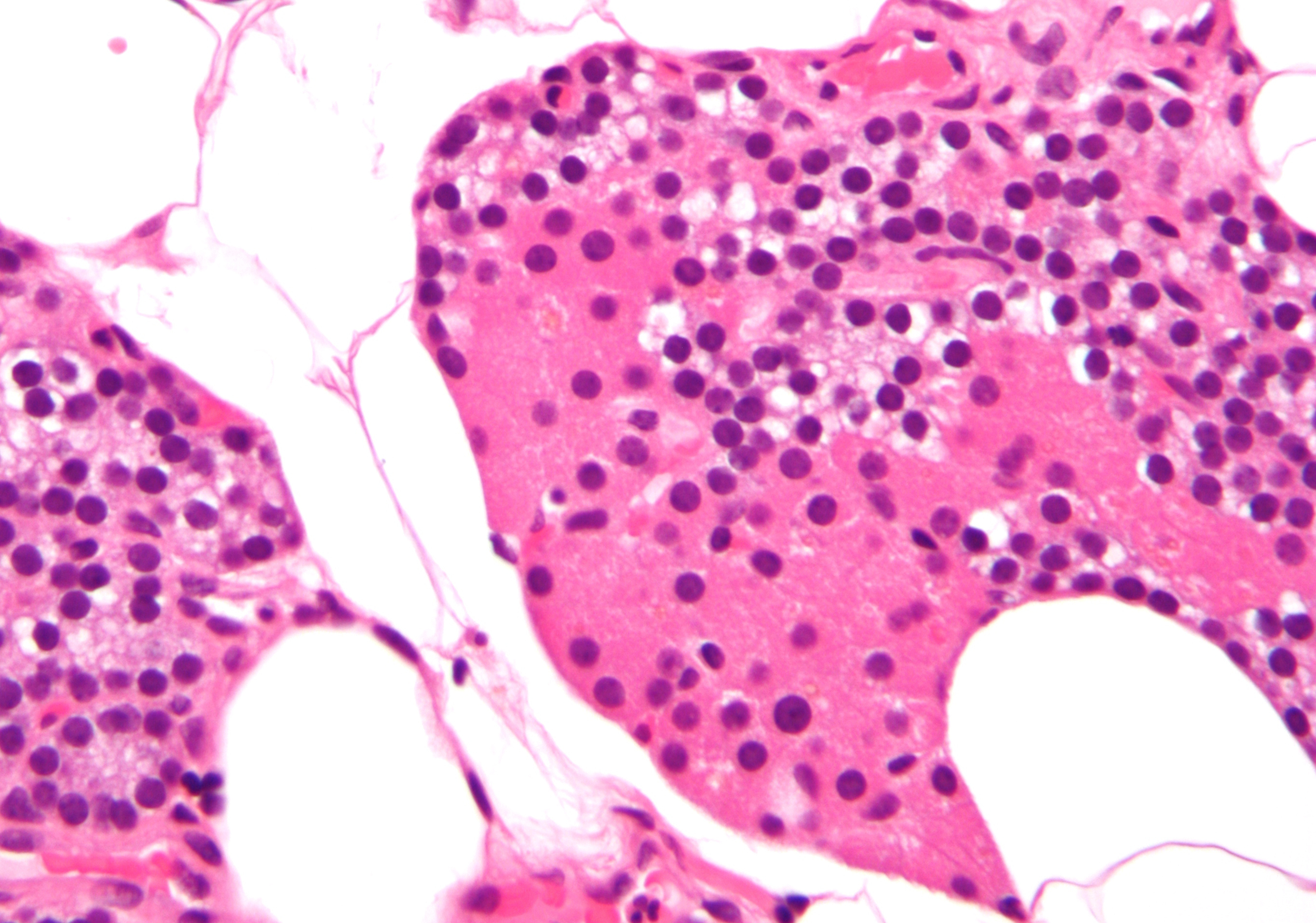
Микрофотография под большим увеличением паращитовидной железы, окрашенной гематоксилином и эозином. Оксифильные клетки на фото имеют оранжево-розовую окраску цитоплазмы.

Оксифильные клетки паращитовидной железы — это клетки, которые образуются у человека в возрасте 5-7 лет. Функции этих клеток до сих пор не до конца известны. Эти клетки имеют округлое ядро и множество митохондрий, которые заполняют большой объём цитоплазмы, также встречаются лизосомы и жировые капли. Аппарат Гольджи и гладкий эндоплазматический ретикулум встречаются редко, чаще отсутствуют.
Оксифильные клетки в паращитовидной железе обычно крупнее главных клеток и часто располагаются поодиночке или небольшими группами. С возрастом количество клеток увеличивается.
Существует несколько версий функций оксифильных клеток паращитовидной железы:
1. Эти клетки являются одним из состояний главных клеток (эпителиальная клетка паренхимы паращитовидной железы)
2. В этих клетках образуется гормон, производимый паращитовидной железой, — кальцитонин, который понижает содержание Ca2+ в крови человека.

Было показано, что оксифильные клетки экспрессируют гены паращитовидной железы, найденные в главных клетках паращитовидной железы и, возможно, способны производить ауто-/ паракринные факторы, такие как паратиреоидный гормон-родственный белок и кальцитриол.
Требуется больше работ, чтобы лучше понять функции этих клеток.